# Monarch Books
Monarch Books était un éditeur américain des années 1950-1960 spécialisé dans les nouvelles au format livre de poche.

## Liste non exhaustive des romans

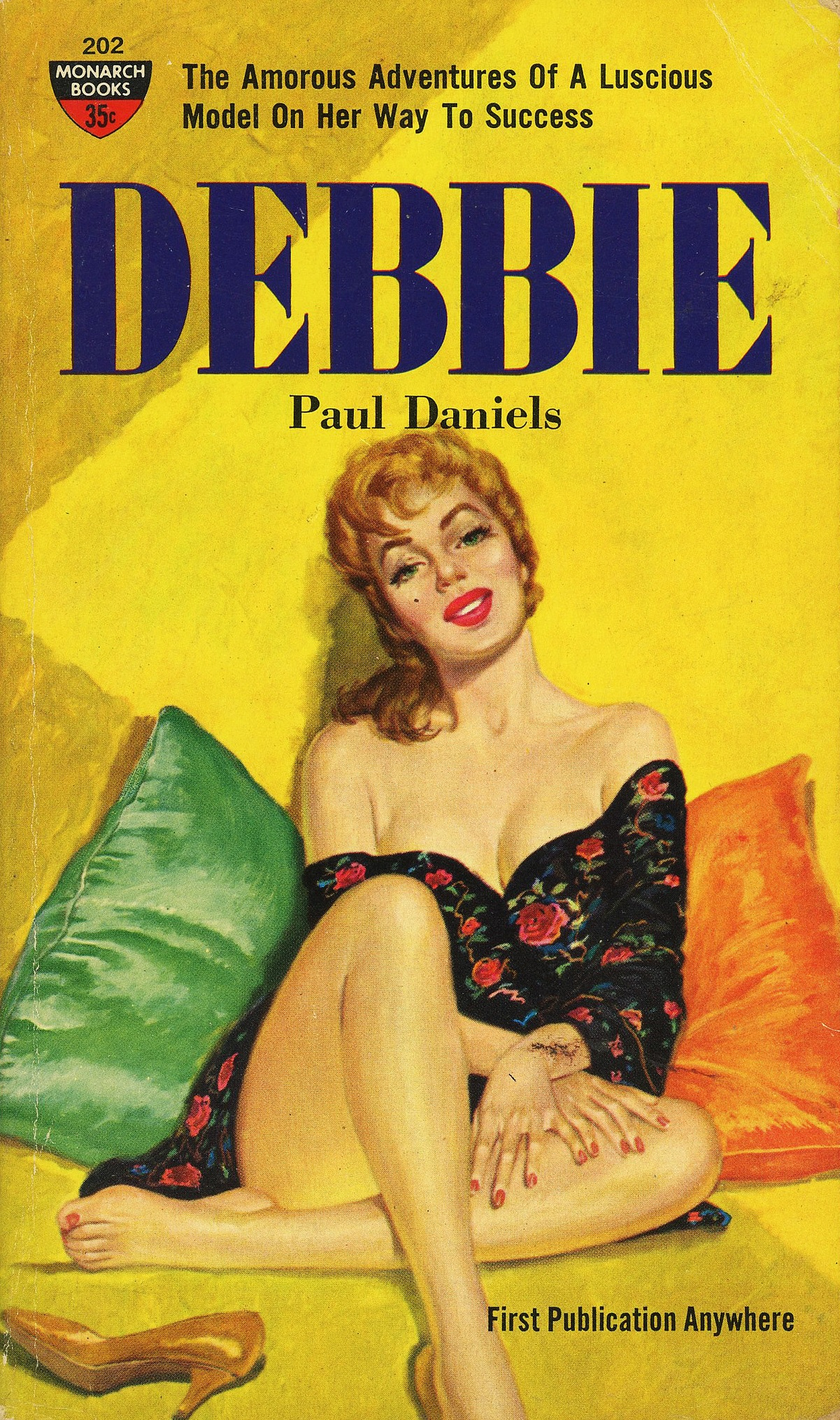
Monarch book #202

- 120 - Take Me Home par Fletcher Flora (1959, illustration de Harry Schaare)
- 125 - Nikki par Stuart Friedman (1960)
- 133 - The Flesh Peddlers par Frank Boyd (1960)
- 137 - Jailbait Street par Hal Ellson (1960)
- 140 - The Glory Jumpers par Delano Stagg (1960)
- 144 - The Revolt Of Jill Braddock par Stuart Friedman (1960, illustration de Harry Barton)
- 146 - A Girl Named Tamiko par Ronald Kirkbride (1960)
- 147 - Like Ice She Was par William Ard (1960)
- 149 - The Flesh and the Flame par Robert Carse (1960)
- 152 - The Sins of Billy Serene par William Ard (1960)
- 153 - Frisco Flat par Stuart James (1960)
- 182 - This Bed We Made par Artemis Smith (1961, illustration de Rafael DeSoto)
- 183 - $50 a Night par Don James (1960)
- 184 - The Lovers of Pompeii par Theodore Pratt (1960)
- 201 - The Fly Girls par Stuart Friedman (1960)
- 202 - Debbie par Paul Daniels (1961, illustration de Rafael DeSoto)
- 206 - par Passion Obsessed par V.J. Coberly (1961)
- 207 - The Strange Ways of Love par Clayton Matthews (1961)
- 212 - Beyond All Desire par Tom Phillips (1961)
- 232 - Strange Affair par Edwin West (1962, illustration de Harry Schaare)
- 249 - The Strange Women par Miriam Gardner (1967, illustration de Tom Miller)
- 262 - Tropic of Cleo par Rick Holmes (1962)
- 273 - The Sorority Girls par Tom Phillips (1962, illustration de Rafael DeSoto)
- 331 - Nude Running par Clayton Matthews (1963)
- 335 - Spare Her Heaven par Morgan Ives (1963, illustration de Harry Schaare)
- 352 - My Sister, My Love par Miriam Gardner (1963)
- 361 - par Her Own hand par Frank Bonham (1963)
- 377 - Nikki Revisited par Stuart Friedman (1963)
- 381 - I Prefer Girls par Jessie Dumont (1963, illustration de Robert Maguire)
- 385 - My Neighbor's Wife par Sam Webster (1963)
- 387 - Company Girl par Nicholas Gorham (1963)
- 389 - Occasion of Sin par Robert William Taylor (1963)
- 395 - The Violent Lady par Michael E. Knerr (1963)
- 397 - 21 Sunset Drive par Henry Ellsworth (1964)
- 403 - Sherry par Wenzell Brown (1964)
- 405 - The Jet Set par Mack Reynolds (1964)
- 410 - Young And Innocent par Edwin West (1964, illustration de Robert Maguire)
- 416 - In Savage Surrender par Whitman Chambers (1964)
- 418 - Twilight Lovers par Miriam Gardner (1964, illustration de Rafael DeSoto)
- 420 - Louisa par Eric Allen (1964)
- 445 - The Way we Love par Stuart Friedman (1964)
- 486 - The Damned and the Innocent par Glenn Canary (1964)